# John Aaron
John W. Aaron (ur. 1943 w Wellington, w Teksasie) – amerykański inżynier i kontroler lotu NASA, przypisuje się mu kluczową rolę w uratowaniu misji Apollo 12, po tym jak podczas startu w rakietę uderzył piorun, odegrał też ważną rolę podczas kryzysu w czasie misji Apollo 13.

## Życiorys

### Dzieciństwo i wczesna młodość
Urodził się w Wellington w Teksasie a wychował na wsi w Oklahomie. Jego matka była pastorem a ojciec farmerem i handlarzem bydła. Miał siedem sióstr.

### Wykształcenie
Po roku nauki w Bethany Nazarene College przeniósł się na Southwestern State College w Weatherford w Oklahomie, gdzie w 1964 roku uzyskał licencjat z fizyki (ang. Bachelor of Science – B.S.). Planował zostać nauczycielem matematyki (idąc w ślady większości sióstr, które podjęły pracę w edukacji), chciał w ten sposób zarobić na założenie własnego stada i w przyszłości zostać hodowcą bydła.

### Kariera w NASA

#### Początki
Aplikację do NASA Aaron złożył za namową znajomego z uczelni, ale nie był przekonany co do tego wyboru. Został przyjęty do pracy od razu, bez rozmowy kwalifikacyjnej. Początkowo nie mógł się odnaleźć w nowej pracy, rozważał odejście z NASA i powrót na rodzinną farmę, jednak rodzice przekonali go, żeby został w Houston.

#### Gemini
John Aaron został przeszkolony do pracy jako kontroler na stanowisku EECOM, odpowiedzialnym za monitorowanie systemów elektrycznych, środowiskowych i komunikacyjnych (ang. Electrical, Environmental and COMmunications systems). W tym czasie pracował między innymi w zamiejscowej stacji śledzenia na Hawajach. Po powrocie z Hawajów pracował na Przylądku podczas misji Gemini 2, której start odbył się 19 stycznia 1965 roku. Pracował podczas każdej misji załogowej od Gemini 3, najpierw na Florydzie a po przeniesieniu MCC w Houston. Już podczas Programu Gemini wyspecjalizował się w pracy w zespołach kontrolujących starty.

#### Apollo 12
Start misji Apollo 12 odbył się 14 listopada 1969 a John Aaron pracował w Zespole Złotym kierownika lotu Gerry’ego Gryffina. Start odbywał się podczas burzy i wyładowania elektryczne spowodowały wyłączenie m.in. ogniw paliwowych a do centrum kontroli misji zaczęły docierać niezrozumiałe dane telemetryczne. Kierownik lotu był już niemal pewny, że będzie musiał przerwać misję. Jednak John Aaron widział już takie odczyty podczas symulacji rok wcześniej i mógł podać odpowiednią komendę: "SCE na AUX" (ang. SCE to AUX).
SCE (ang. Signal Conditioning Electronics) to urządzenie podtrzymujące sygnał, które może dostarczać zasilanie do 46 kluczowych instrumentów pomiarowych systemów statku kosmicznego i rakiety. Po zaobserwowaniu niespotykanego odczytu telemetrycznego podczas symulacji John Aaron z pomocą Dicka Browna z zespołu inżynierów wspierających kontrolerów lotu (ang. SSR – Staff Support Room – Pokój Wsparcia Personelu) na własną rękę dotarł do źródła anomalii i przestudiował działanie SCE, dzięki temu mógł podczas startu Apollo 12 w ciągu kilkudziesięciu sekund zaproponować przełączenie SCE w tryb pomocniczy – AUX (ang. auxiliary – pomocniczy), co z kolei umożliwiło pracę urządzenia przy minimalnym poziomie zasilania. Aaron założył, że umożliwi to odzyskanie danych telemetrycznych i ocenę stanu statku oraz rakiety.
Po przełączeniu przez astronautę Alana Beana odpowiedniego przycisku na pokładzie kapsuły kontrolerzy i astronauci odzyskali dostęp do najważniejszych danych, udało się włączyć ponownie ogniwa paliwowe a lot na orbitę mógł być kontynuowany.

#### Apollo 13
Chociaż Aaron nie pracował w zespole, na którego zmianie doszło do wybuchu, podobnie jak wielu pracowników kontroli misji bardzo szybko został wezwany do pomocy podczas kryzysu. Kierownik Zespołu Białego Gene Kranz przydzielił mu nadzór nad zasobami statku oraz opracowanie list kontrolnych procedur niezbędnych do sprowadzenia załogi bezpiecznie na Ziemię. Aaron mógł zakwestionować rekomendację każdego kontrolera lotu, zwłaszcza jeśli wiązała się ona ze zbyt dużym zużyciem energii elektrycznej, pod jego kierownictwem opracowano m.in. procedurę ponownego zasilenia CSM.
Wykorzystana procedura ponownego zasilenia CSM była ryzykowna i łamała część procedur dotychczas wykorzystywanych w NASA. Zakładała ona, że systemy instrumentów odpowiedzialne za telemetrię czy nadajniki komunikacyjne zostaną włączone w ostatniej chwili, co pozwalało na skontrolowanie poprawności wykonania manewrów przez kontrolerów i astronautów w ostatniej chwili przed wejściem w atmosferę. Wcześniejsze zasilenie tych systemów, w normalnych warunkach uważanych za absolutnie niezbędne, spowodowałoby wyczerpanie baterii kapsuły przed wodowaniem.

#### Późniejsze lata
W latach 1969–73 był szefem Działu Systemów Energii Elektrycznej, Elektryki i Instrumentów (ang. Electrical Power, Electrical & Instrumentation Systems Section). Jako kontroler lotu pracował także podczas Programu Skylab, a jako szef działu odpowiadał za szkolenie kolejnych kontrolerów EECOM na potrzeby Programu Skylab.
W tym czasie zainteresował się pracami nad Orbiterem, statkiem nowej generacji rozwijanym w ramach programu STS. W latach 1973–84 pracował w Wydziale Oprogramowania Statków Kosmicznych (ang. Spacecraft Software Division), w ostatnich trzech latach był jego kierownikiem.
Później pracował przy niezrealizowanym projekcie stacji kosmicznej Freedom, oraz od 1989 roku był kierownikiem Biura Projektów Stacji Kosmicznej w Centrum Lotów Kosmicznych imienia Lyndona B. Johnsona (ang. Johnson Space Center's Space Station Projects Office), w 1993 roku odszedł z tego stanowiska ze względu na znaczne przekroczenie budżetu projektu, jego rezygnacji zażądał senator Robert Krueger.
Aż do odejścia na emeryturę pracował na różnych stanowiskach w Dyrektoriacie Inżynierii JSC (ang. Engineering Directorate), m.in. nad nową koncepcją Stacji Kosmicznej i we wsparciu obsługi Programu Wahadłowców.

### Po odejściu na emeryturę
John Aaron mieszka w Meadowlakes w Teksasie, był burmistrzem tego miasta, kadencję zakończył w 2010 roku.

## John Aaron w kulturze popularnej
W filmie Apollo 13 z 1995 roku zagrał go Loren Dean. W mini-serialu HBO Z Ziemi na Księżyc (ang. From the Earth to the Moon) z 1998 roku zagrał go John Travis. Aaron osobiście wystąpił w wielu filmach dokumentalnych, m.in. w Apollo 13: To the Edge and Back wyprodukowanym w 1994 roku przez stację PBS oraz w dwóch produkcjach kanału telewizyjnego History  Failure Is Not an Option i kontynuacji Beyond the Moon: Failure Is Not an Option 2.